# 山麓许岑
山麓许岑是奥地利布尔根兰州艾森斯塔特城郊县的一个市镇。总面积21.2平方公里，总人口1360人，人口密度64.2人/平方公里（2001年）。